# Aeroportul Falls
Aeroportul Falls (IATA: INL, ICAO: KINL, FAA LID: INL) este un aeroport din International Falls⁠(d), Comitatul Koochiching, Minnesota, Minnesota, Statele Unite ale Americii ce deservește zona International Falls⁠(d). Aeroportul a fost tranzitat în 2019 de 35.488 de pasageri.
Situat la o altitudine de 361 m, aeroportul dispune de 2 piste.

## Infrastructură

### Piste
Aeroportul dispune de 2 piste. Pista 04/22 are suprafața de asfalt și dimensiunile 2.999 picioare × 75 picioare. Pista 13/31 are suprafața de asfalt și dimensiunile 7.400 picioare × 150 picioare. 